# جامبي
جامبي (تسمى أيضًا "رقعة الشطرنج المكيافيلي") هي لعبة لوحية ونسخة من لعبة الشطرنج لأربعة لاعبين، اخترعها جان أنيستو في عام 1975. يصف كتاب القواعد باللغة الفرنسية اللعبة والقطع والقواعد بطريقة فكاهية ومسرحية. ، موضحًا بوضوح أن قطع اللعبة تهدف إلى تمثيل جميع الأخطاء في السياسة.
يجسد كل لاعب حزبًا سياسيًا هدفه ترسيخ سلطته من خلال القضاء على الأحزاب الأخرى.

## القواعد

### الإعداد
يتم لعب اللعبة على لوحة 9 × 9 يتم تمييز مربعها المركزي (المسمى "المتاهة") بلون أو علامة مختلفة. كل لاعب لديه 9 قطع من 6 أنواع مختلفة :
- 1 رئيس

- 1 قاتل
- 1 مراسل
- 4 المسلحين
- 1 الدبلماسي

- 1 مركبة الجثث

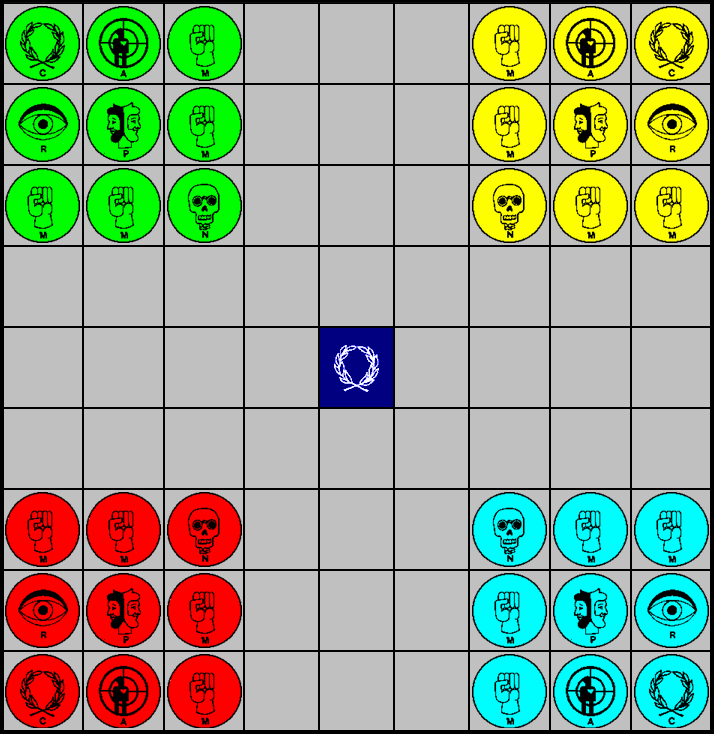
رقعة جانبي في الوسط توجد المتاهة بالأزرق

يتم وضع القطع في كل ركن من أركان اللوحة كما هو موضح في الصورة . ترتيب اللعب هو الأحمر - الأزرق - الأصفر - الأخضر.

### الحركة
1. يتحرك المسلحون مربعاً أو مربعين في الاتجاهات الثمانية
2. يمكن للقطع الأخرى التحرك عبر أي عدد من المربعات في الاتجاهات الثمانية.

3. لا يمكن لقطعة القفز فوق قطعة أخرى

### القتل
يتم قتل القطع بمجرد أسرها، لكن "جثثها" تبقى على اللوحة (يتم قلب القطع رأسًا على عقب لإظهار أنها "ميتة").

#### المسلح
يقتل المسلح باحتلال مربع القطعة (الأسر بالاستبدال). يتم وضع الجثة في أي ساحة خالية من اختيار اللاعب، باستثناء الساحة المركزية ("المتاهة").

#### الرئيس
يقتل الرئيس ويضع الجثة بنفس طريقة المسلح.

إنها مجرد صورة لكن في الحقيقة يستطيع الرئيس وضعهم في أي مكان ما عدا المتاهة

#### القاتل
يقتل القاتل بنفس طريقة المسلح، لكنه يضع الجثة إجباريًّا في الساحة التي أتى منها

#### المراسل
يقتل المراسل باحتلال أحد المربعات الأربعة المجاورة لمربع القطعة التي يريد قتلها (لا يمكنهم القتل قطريًا). تبقى الجثة في مكانها.

قد يقتل المراسل أحد القطع المتعامدة عند وصوله ,ويمكنه أن يتحرك أيضًا من دون قتل

### النقل
لا يستطيع الدبلوماسي ومركبة الجثث قتل القطع الأخرى ولكن يمكنهم تحريكها.

#### الدبلماسي
يستطيع الدبلوماسي تحريك قطعة حية أخرى عن طريق احتلال مربعها (يمكنه فقط تحريك قطع اللاعبين الآخرين). يتم وضع القطعة على أي مربع خالي (ما عدا المتاهة إذا لم تكن هذه القطعة رئيسًا).

#### مركبة الجثث
تتصرف مركبة الموتى كدبلوماسي ولكن فقط مع القطع الميتة (مهما كان أصل القطعة الميتة). لا يمكن وضع الجثث في المتاهة.

### الأسر
عندما يقتل أحد اللاعبين زعيم لاعب آخر، فإنه يتولى السيطرة على القطع الحية المتبقية لهذا اللاعب. وفي دوره، سيكون لديه الاختيار بين استخدام إحدى القطع الخاصة به، أو استخدام إحدى القطع المأسورة.

### المتاهة
المربع المركزي للوحة (E5) يسمى المتاهة. يمكن لكل قطعة أن تمر عبر هذا المربع، لكن الزعيم هو القطعة الوحيدة التي يمكنها التوقف عليه. الزعيم الموجود في المتاهة هو زعيم "في السلطة".
- اللاعب صاحب الزعيم في السلطة يمكنه اللعب مرة واحدة بعد كل لاعب (إذا تبقى لاعبان فيلعب مرتين متتاليتين)
- لا يستطيع المسلح قتل رئيس في السلطة
- يمكن للقاتل أو الدبلماسي أو مركبة الجثث الدخول إلى المتاهة لقتل أو نقل الرئيس أو جثته ،ويجب على القطعة القيام بخطوة إضافية على الفور، من أجل مغادرة المتاهة. 1-تدخل القطعة إلى المتاهة ويتم إزالة الرئيس من اللوحة 2-تقوم القطعة بحركتها الحرة للخروج من المتاهة 3-يتم وضع الرئيس/الجثة مرة أخرى على اللوحة باتباع القاعدة المعتادة.

### التحالفات والخيانات
من الممكن أن تكون هناك اتفاقيات أو تحالفات غير رسمية بين اللاعبين، لكن لا توجد قاعدة تمنع أي خيانة.

### نهاية اللعبة
صاحب آخر رئيس على اللوحة هو الفائز
يمكن قتل الرئيس بطريقتين :
1. الموت المباشر : اغتيال القائد بواسطة قطعة من العدو. في هذه الحالة، تصبح القطع المتبقية تحت سيطرة الطرف الذي قتل القائد ،ويتم التعامل معها على هذا النحو من جميع النواحي.
2. الموت بالتطويق : عندما لا يكون لدى اللاعب مركبة جثث ويكون رئيسه محاطًا بالجثث، يتم القضاء عليه (إلا إذا كان في السلطة، في المتاهة). تصبح قطعه أتباعًا للزعيم في المتاهة أو أول زعيم يدخل المتاهة.(يحتفظ بالسيطرة على هذه القطع حتى لو غادر المتاهة)الرئيس الأصفر يموت بالتطويق إذا لم يكن لديه مركبة جثث

الرئيس الأصفر يموت بالتطويق إذا لم يكن لديه مركبة جثث

### لعبة بثلاثة لاعبين
قطع اللاعب الرابع المفقود هي "رهائن". يمكن قتل هذه القطع أو تحريكها بواسطة قطع اللاعبين. عندما يتم القبض على الزعيم، تنطبق القواعد العادية للسيطرة عليه. يمكن وضع رئيس الرهائن في المتاهة، لكن ليس له أي تأثير على اللعبة.

## متغيرات أخرى
في كتيب Djambi، رقعة الشطرنج المكيافيلي ، L'Impensé Radical، باريس، 1976، يقدم ديدييه هالبين نوعين مختلفين من هذه اللعبة على ألواح ذات مربعات سداسية. المريلة الصغيرة تسمح لـ 3 لاعبين باللعب، والمريلة الكبيرة تسمح لـ 6 لاعبين باللعب. الأجزاء مطابقة لتلك الخاصة بـ Djambi التقليدية والحركات قابلة للمقارنة.
تعتبر اللعبة الثلاثية على هذا النوع من الألواح أكثر توازناً من اللعبة الثلاثية على اللوحة المربعة، حيث يكون لأحد اللاعبين جاران بينما يكون للاعبين الآخرين جار واحد فقط.
اللعبة المكونة من ستة لاعبين غنية جدًا بمجموعات التحالفات والخيانات وكانت ناجحة جدًا بين المتحمسين.
أولئك الذين حالفهم الحظ بالحصول على هذا الكتيب بين أيديهم، تمكنوا من تقدير مدى فظاظته: في الواقع، تم توضيح تطور المسرحيات والنصائح الإستراتيجية بأمثلة مكيافيلية تمامًا مأخوذة من السياسة الفرنسية. مم. ولعب شيراك وميتران ومارشيه وباسكوا الأدوار الرئيسية .
تم أيضًا تصميم نسخة لخمسة لاعبين على لوحة خماسية من قبل بعض الهواة.
هناك نسخة من اللعبة نشرها روجر بارترا ومعاونوه تسمى "Yang Pî: The Game of Power". صدر في المكسيك عام 1979.